# NGC 7712
NGC 7712 је елиптична галаксија у сазвежђу Пегаз која се налази на NGC листи објеката дубоког неба.
Деклинација објекта је + 23° 37' 6" а ректасцензија 23h 35m 51,5s. Привидна величина (магнитуда) објекта NGC 7712 износи 12,8 а фотографска магнитуда 13,8. NGC 7712 је још познат и под ознакама UGC 12694, MCG 4-55-30, CGCG 476-73, IRAS 23333+2320, KARA 1028, KUG 2333+233, PGC 71850.